# شارل ششم
شارل ششم (به فرانسوی: Charles VI de France) ملقب به شارل دوست‌داشتنی (به فرانسوی: Charles le Bien-aimé) و شارل دیوانه (به فرانسوی: Charles L’insensé) (زادهٔ ۳ دسامبر ۱۳۶۸ — درگذشتهٔ ۲۱ اکتبر ۱۴۲۲) پادشاه فرانسه از ۱۳۸۰ تا ۱۴۲۲ بود. او در خردسالی به پادشاهی فرانسه رسید و در ۱۳۹۲ به جنون ادواری دچار شد و همین عاملی بود تا او در بیشتر دوران حکومت طولانی‌مدتش، بیشتر یک دست‌نشانده باقی بماند تا فرمانروایی مستقل. حملهٔ انگلستان به فرانسه و پیروزی آنان در نبرد آزینکورت در ۱۴۱۵ منجر به امضای اجباری پیمان تروا توسط شارل ششم در ۱۴۲۰ شد که به موجب آن، دختر شارل به همسری هنری پنجم، پادشاه انگلستان درآمد و بدون توجه به ولیعهدی دوفَن شارل هفتم، هنری پنجم نایب‌السلطنهٔ شارل ششم و وارث تاج و تخت فرانسه گردید.

## زندگی

### سال‌های نخستین پادشاهی
شارل ششم در ۱۳۶۸ در پاریس زاده شد. ۱۱ ساله بود که پدرش شارل پنجم، پادشاه وقت فرانسه در سپتامبر ۱۳۸۰ درگذشت و او در ۲۵ اکتبر همان سال به‌عنوان پادشاه جدید کشور در کلیسای جامع رنس تاجگذاری کرد. از آنجا که او هنوز خردسال بود تحت قیمومیت عموهایش ژان، دوک بری، فیلیپ جسور، دوک بورگوندی و لوئی یکم، دوک آنژو قرار گرفت که بر سر قدرت بایکدیگر در رقابت و درگیر بودند و در این بین بیشترین نفوذ را فیلیپ جسور، دوک بورگوندی داشت که سیاست‌هایش نه تنها خزانهٔ سلطنتی را تهی ساخت بلکه باعث بروز شورش‌هایی مردمی در فرانسه و فلاندرز شد.
فیلیپ در ۱۷ ژوئیهٔ ۱۳۸۵ ترتیب ازدواج شارل با ایزابو فون بایرن را داد زیرا او در آن زمان به مقامِ کُنتی فلاندرز رسیده بود و به متحدانی آلمانی برای خنثی‌سازی مداخلهٔ انگلیسی‌ها در آنجا نیاز داشت. فیلیپ همچنین در اوت ۱۳۸۸ شارل را مجاب نمود تا علیه ویلیام، دوک خلدرلاند لشکرکشی کند، اما شارل به‌سرعت با ویلیام صلح نمود و به فرانسه بازگشت.

### حکومت به‌طور مستقل
شارل ششم سرانجام در ۲ نوامبر ۱۳۸۸ خود را از زیر نفوذ عموهایش رهانید و خود به‌تنهایی ادارهٔ امور را بر عهده گرفت. او برادرش لوئی یکم، دوک اورلئان را به عنوان مشاور خود انتخاب کرد و وزرای دوران پدرش را بار دیگر به سر پست‌های خود بازگرداند. اصلاحات و دوباره سازماندهی‌های دولتی در این زمان آغاز شد و یک‌سری از فرمان‌ها در اوایل سال ۱۳۸۹ میلادی انتشار یافت. شارل در زمستان سال بعد با آنتی‌پاپ کلمنت هفتم در اوینیون فرانسه دیدار نمود و آنها بر سر راه‌های به پاپی رساندن کلمنت در رم که باعث افزایش قدرت فرانسه در ایتالیا می‌شد گفتگو کردند.
فرانسه از ۱۳۳۷ تا آن زمان درگیر جنگ صدساله با پادشاهی انگلستان بود و پخش شدن خبر این دیدار و گفتگوها باعث از سرگیری مذاکرات با انگلیسی‌ها شد به‌ویژه که ریچارد دوم، شاه انگلستان طرفدار پاپ رمی، بونیفاس نهم بود.

### ابتلا به جنون و بروز درگیری‌های داخلی
در ماه آوریل ۱۳۹۲ شارل در پیشاپیش شوالیه‌هایش اسب می‌راند که ناگهان نیزه‌ای از دست یکی از خدمتگزاران شاه به زمین افتاد. شارل که دیوانه شده بود شمشیر کشید و چهار نفر از شوالیه‌هایش را در جا کشت. از آن روز به بعد شارل رسماً دیوانه شده بود. او مدتی بعد باور داشت که او جورج است و پادشاه هم نیست. او با گریه از این اتاق به آن اتاق می‌دوید و داد می‌زد که دشمن تعقیبش می‌کند. اثاث کاخ را می‌شکست. او مدتی بعد تصور می‌کرد که از جنس شیشه است و اگر کسی به او دست بزند می‌شکند. او میله‌های بلند آهنی در شلوارش فرومی‌کرد تا جلوی شکستن پاهایش را بگیرند. دست از اصلاح و شست‌وشو و عوض کردن لباس‌هایش برداشت به طوری که شپش در بدنش موج می‌زد.
در ۱۳۹۲ تلاش‌هایی برای برقراری صلح بین انگلیس و فرانسه در جریان بود که شارل ناگهان به تب و تشنج مبتلا گردید و در بستر بیماری افتاد. این تشنج‌ها نخستین حمله از ۴۴ حملهٔ جنونی شارل تا پایان عمرش بود که بین ۳ تا ۹ ماه ادامه می‌یافت و در این بین به‌طور پراکنده در فواصل ۳ تا ۵ ماهه شارل به حالت عادی بازمی‌گشت. با این حال این موضوع تا مدتی تأثیر مخربی در روابط خارجی فرانسه نداشت زیرا در این زمان انگلستان و فرانسه در یکی از دوران‌های آتش‌بس خود در جنگ صدساله به سر می‌بردند و این صلح موقت با ازدواج ایزابلا، دختر شارل ششم با ریچارد دوم، پادشاه انگلستان در ۱۳۹۶ ادامه یافت. پس از آن نیز انگلستان به دلیل بروز درگیری‌های داخلی که پس از برکناری ریچارد دوم به دست هنری چهارم در ۱۳۹۹ روی داده بود تا مدتی تضعیف شد.
اما بیماری شارل بر اوضاع داخلی فرانسه تأثیری فوری داشت. از آنجا که پادشاه دیگر نمی‌توانست به‌طور مرتب در امور حکومتی شرکت کند بار دیگر فیلیپ دوم، دوک بورگوندی مشهور به فیلیپ جسور، قدرت را در دست گرفت. اما لوئی یکم، دوک اورلئان حکومت او را به چالش کشید. فیلیپ در ۱۴۰۴ درگذشت و پسرش ژان یکم، دوک بورگوندی مشهور به ژان بی‌باک به جانشینی او رسید و رهبری بورگوندی‌ها در نبرد علیه دوک اورلئان را ادامه داد. با قتل دوک اورلئان در ۱۴۰۷ عنوان او به پسرش شارل رسید و پارتیزان‌های اورلئانی که رهبریشان اینک بر عهدهٔ پدرزن دوک مقتول، برنارد هفتم، دوک آرمانیاک قرار گرفته بود از آن به‌بعد به آرمانیاک‌ها شهرت یافتند. مجموعه‌ای از قتل‌ها و اختلافات در فاصلهٔ ۱۴۰۷ تا ۱۴۱۰ اتفاق افتاد که سبب شد تا هر دو طرف در نهایت از انگلستان درخواست یاری نمایند.

### امضای عهدنامهٔ تروآ با هنری پنجم، پادشاه انگلستان
با حملهٔ انگلستان به فرانسه در ۱۴۱۵ و پیروزی آنها در نبرد آزینکورت، بورگوندی‌ها با هنری پنجم، پادشاه انگلستان، متحد شدند و آرمانیاک‌ها نیز حزبی ملی‌گرا را تشکیل دادند.
در ۱۴۱۸ شارل هفتم، دوفن و جانشین شارل ششم خود را نایب‌السلطنه پدرش خواند اما شارل ششم تحت نفوذ همسرش ایزابو در مه ۱۴۲۰ پیمان تروا را با انگلیسی‌ها به امضا رساند که بر اساس آن دخترش کاترین را باید به همسری هنری پنجم درمی‌آورد. بدین ترتیب هنری پنجم نایب‌السلطنه و جانشین شارل ششم نام گرفت و شارل هفتم از پادشاهی فرانسه محروم شد.

### مرگ
شارل ششم در ۲۱ اکتبر ۱۴۲۲ درگذشت. پس از مرگ او فرانسه کشوری بود که تا شمال لوآر در کنترل انگلیسی‌ها قرار داشت و جنوب آن، به استثنای آکیتن که آن را نیز انگلیسی‌ها در اختیار خود داشتند هنوز به شارل هفتم وفادار بودند. فرانسه در این زمان دچار بحران و نفاق بود و علی‌رغم تاجگذاری شارل هفتم در ۱۴۲۹، ستیزه‌ها همچنان تا ۱۴۵۳ که فرانسویان موفق به بیرون راندن انگلیسی‌ها از کشورشان شدند و جنگ صدساله پایان یافت ادامه داشت.

## نگارخانه

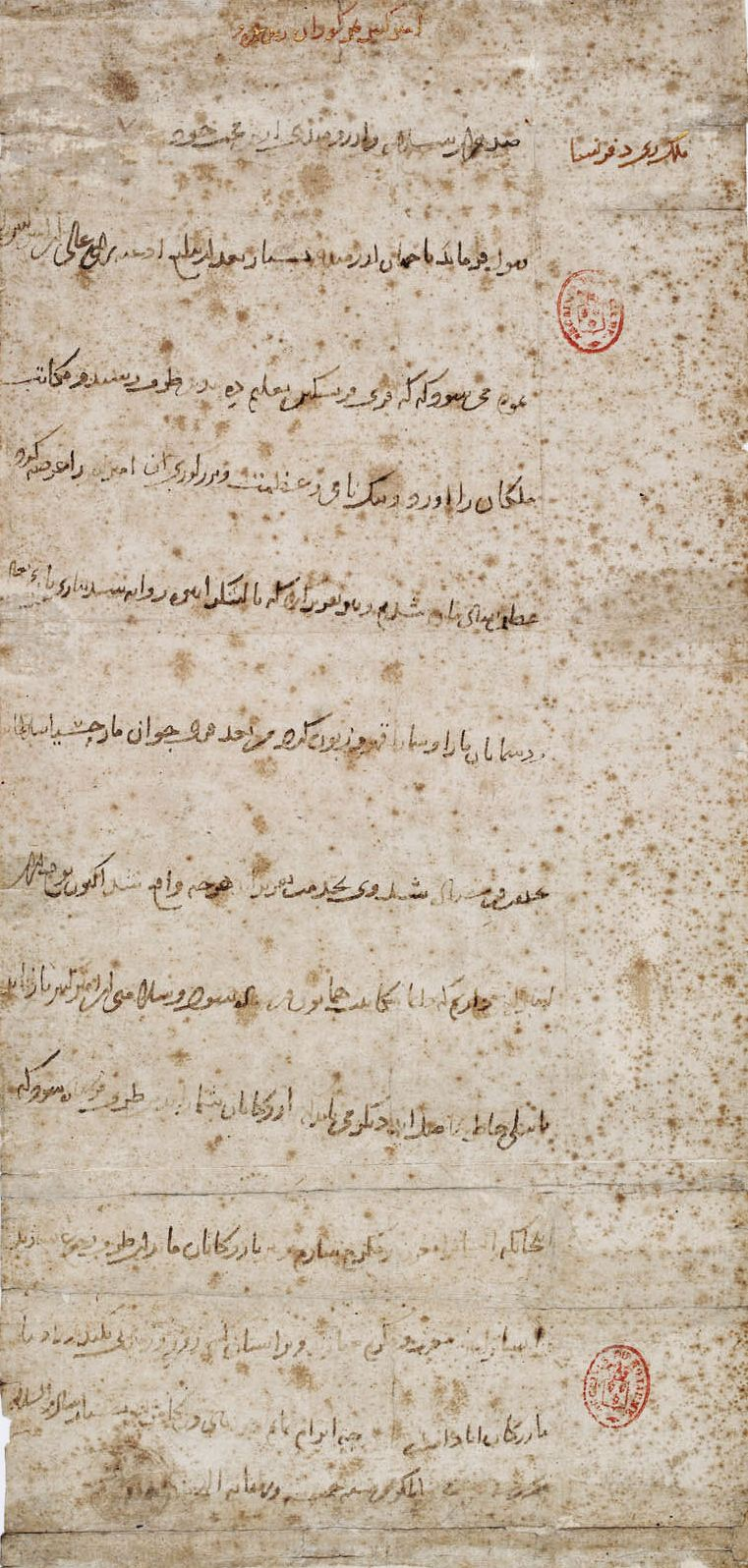
نامهٔ تیمور به شارل ششم، پادشاه فرانسه. این نامه به زبان فارسی و دربارهٔ مسائل بازرگانی است و به سال ۸۰۴ قمری نگاشته شده است.